# Brandsoldaten (svensk film, 1916)
Brandsoldaten är en svensk svartvit stumfilm från 1916 med regi och manus av Arvid Englind. I rollerna ses Nicolay Johannsen, Hilda Borgström och Erik Edin.

## Om filmen
Inspelningen ägde rum i Stockholm och Älvkarleby med Oscar Olsson som fotograf. Filmen premiärvisades den 6 mars 1916 på biografen Sibyllan i Stockholm och är 24 minuter lång.
De flesta kritiker ansåg filmen vara tunn och innehållslös, men att detta vägdes upp av Borgströms rollprestation.

## Handling
Brandsoldaten Wester skadar sitt ben, vilket gör honom oförmögen att arbeta som brandman.

## Rollista
- Nicolay Johannsen	– Wester, brandsoldat
- Hilda Borgström – Westers fru
- Erik Edin – Sten, Westers son (hans enda filmroll)